# Djurgården
För andra betydelser, se Djurgården (olika betydelser).

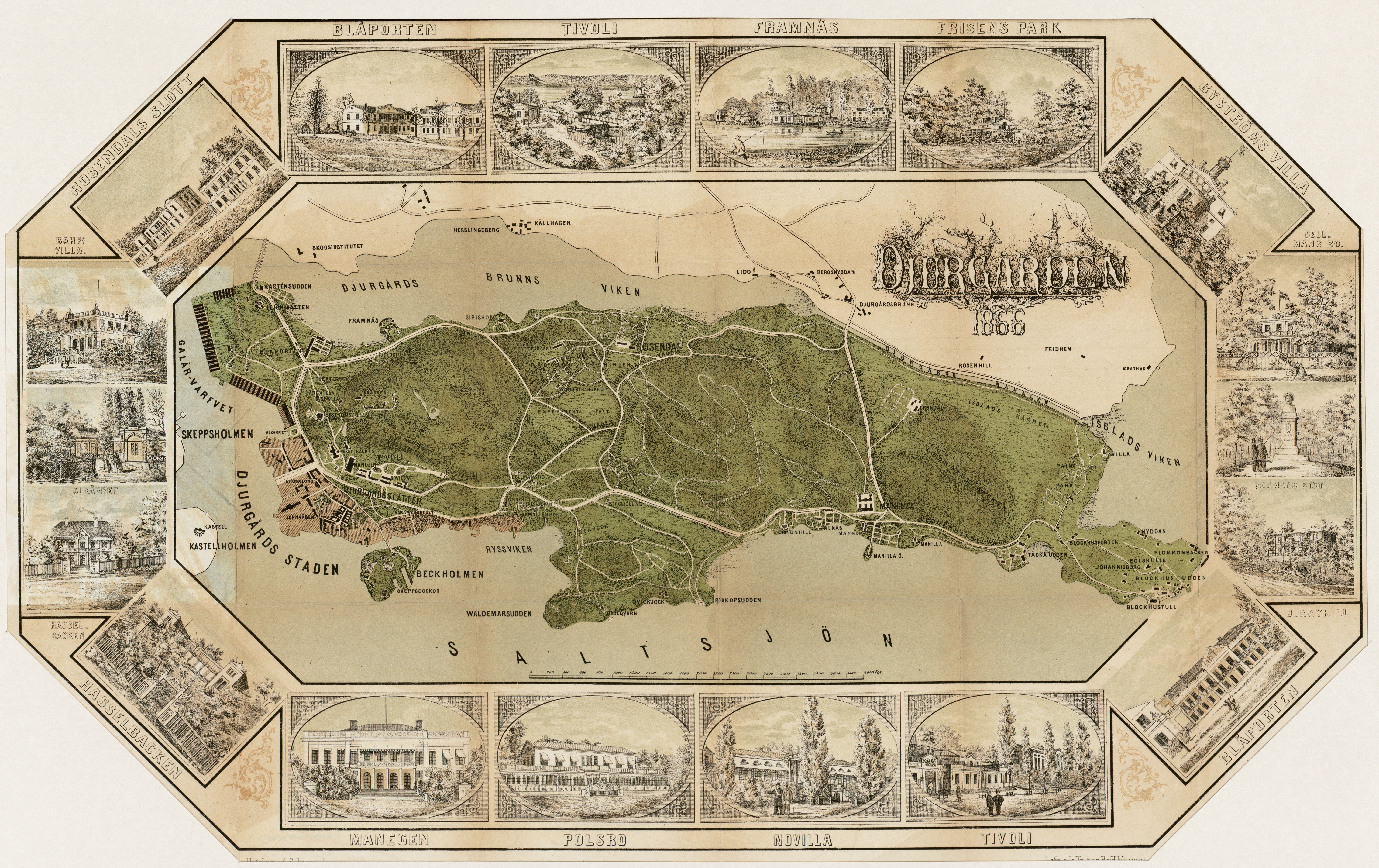
Södra Djurgården med 18 illustrationer, 1866.

Djurgården eller Södra Djurgården är en ö, och en stadsdel i Stockholm, och är en del av den Kungliga nationalstadsparken. Under tiden som ö har Djurgården även hetat Valdemarsön.
Djurgården är känd för sina många sevärdheter och för sin natur med många gamla ekar. Stadsbebyggelse finns i den sydvästra delen: Djurgårdsstaden och Beckholmen. I övrigt består Djurgården av parkområden med ett flertal museer, kulturhistorisk intressanta villor, ambassader och andra institutioner. Bland nuvarande och tidigare invånare märks kungligheter, diplomater, borgarråd, bokförläggare och bankdirektörer. En stor del av ön Djurgården upptas av friluftsmuseet Skansen och nöjesparken Gröna Lund.
Ibland räknas till Södra Djurgården även den södra hälften av parkområdet Kungliga Djurgården, inklusive grönområdena på Gärdet och Fjäderholmarna.
Södra Djurgården har utnämnts till riksintresse för kulturmiljövården.

## Geografi och natur

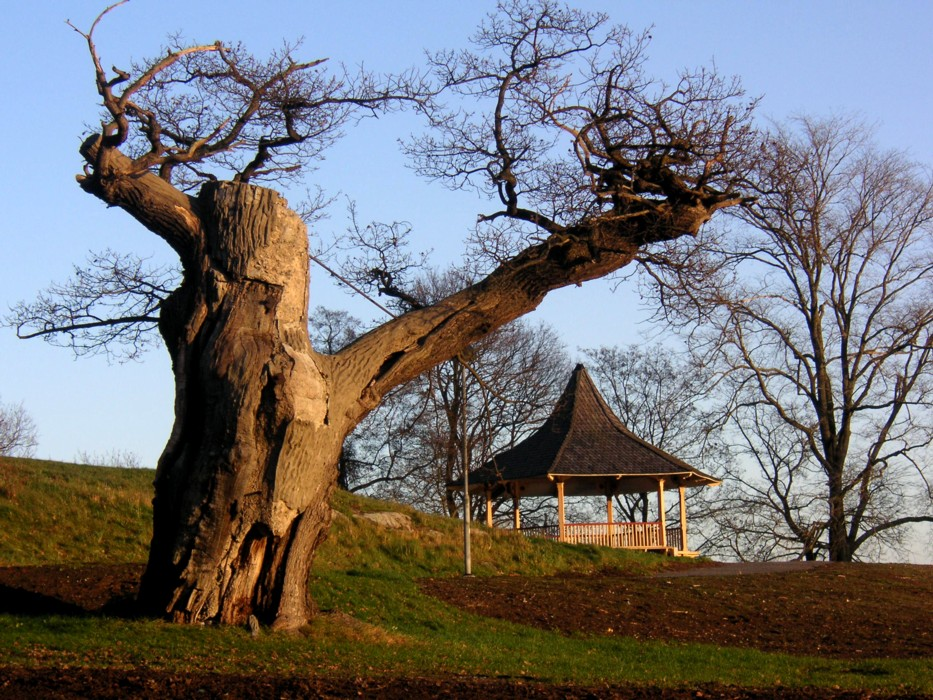
Gammelek vid Biskopsudden (numera borta).

Enligt ”Stockholms registerkarta” från 1983 utgiven av stadsmätningsavdelningen vid Stockholms stadsbyggnadskontor går gränsen mellan Södra och Norra Djurgården mitt i Djurgårdsbrunnsviken respektive Djurgårdsbrunnskanalen. Ladugårdsgärdet har exempelvis den officiella fastighetsbeteckningen Norra Djurgården 1:1,7.
Kungliga Djurgårdens Förvaltning har en annan definition: Enligt deras kartor och skyltar inkluderar Södra Djurgården även Ladugårdsgärdet ända upp till Lindarängsvägen.

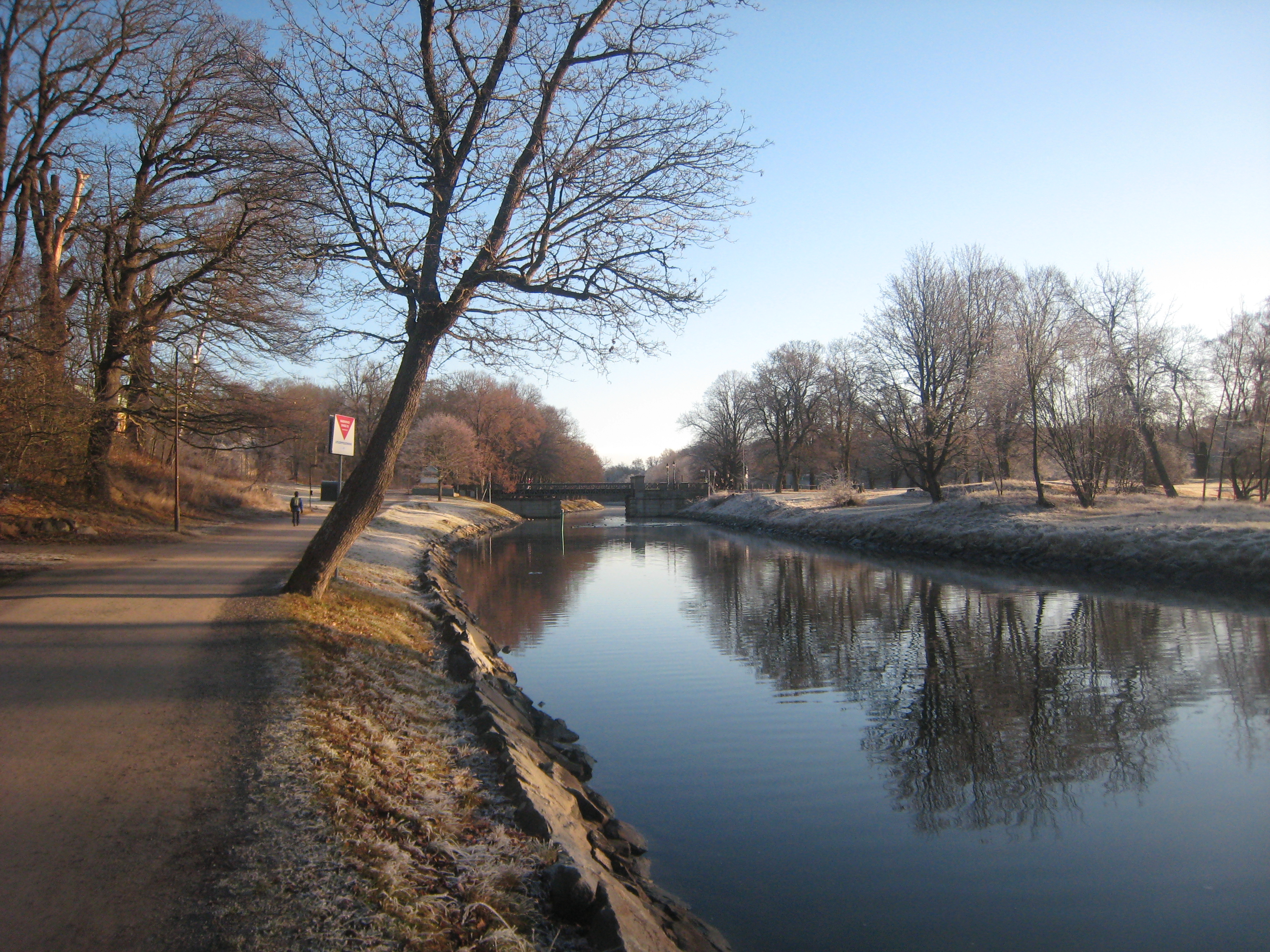
Djurgårdsbrunnskanalen

Den nuvarande stadsdelen bildades 1926, innan dess utgjorde Djurgårdsstaden en egen stadsdel. 1934 införlivades grannstadsdelen Beckholmen med Djurgården. I det tidigare rotesystemet, avskaffat 1926, ingick både Djurgården och Ladugårdsgärdet i Narvaroten.
Stockholms stadsdel Djurgården omfattar ön Djurgården, ön Beckholmen, en namnlös ö i Djurgårdsbrunnsviken samt de omkringliggande vattnen.
Djurgården gränsar till Skeppsholmen i Saltsjön och Ladugårdslandsviken, till Östermalm i Ladugårdslandsviken och Djurgårdsbrunnsviken, till Gärdet i Djurgårdsbrunnsviken-Djurgårdsbrunnskanalen-Lilla Värtan-Saltsjön, till Lidingö kommun strax öster om Blockhusudden, till Södermalm i Saltsjön samt till Danviken, Finnboda och Kvarnholmen i Nacka kommun i Saltsjön
Ytan uppgår till 279 hektar land och 183 hektar vatten. Strandlinjen är 10 200 meter, och stranden nås från i stort sett hela ön, utom vid Djurgårdsstaden och Beckholmen. Den högsta platsen är Skansenberget, som finns inom friluftsmuseet Skansen. Bergets högsta punkt ligger 46 meter över havet. Norr om villa Listonhill utbreder sig Sveriges nordligaste bestånd av bok, som planterades på 1820-talet genom Israel af Ströms initiativ (se Djurgårdens bokskog).

### Djurgårdens ekar

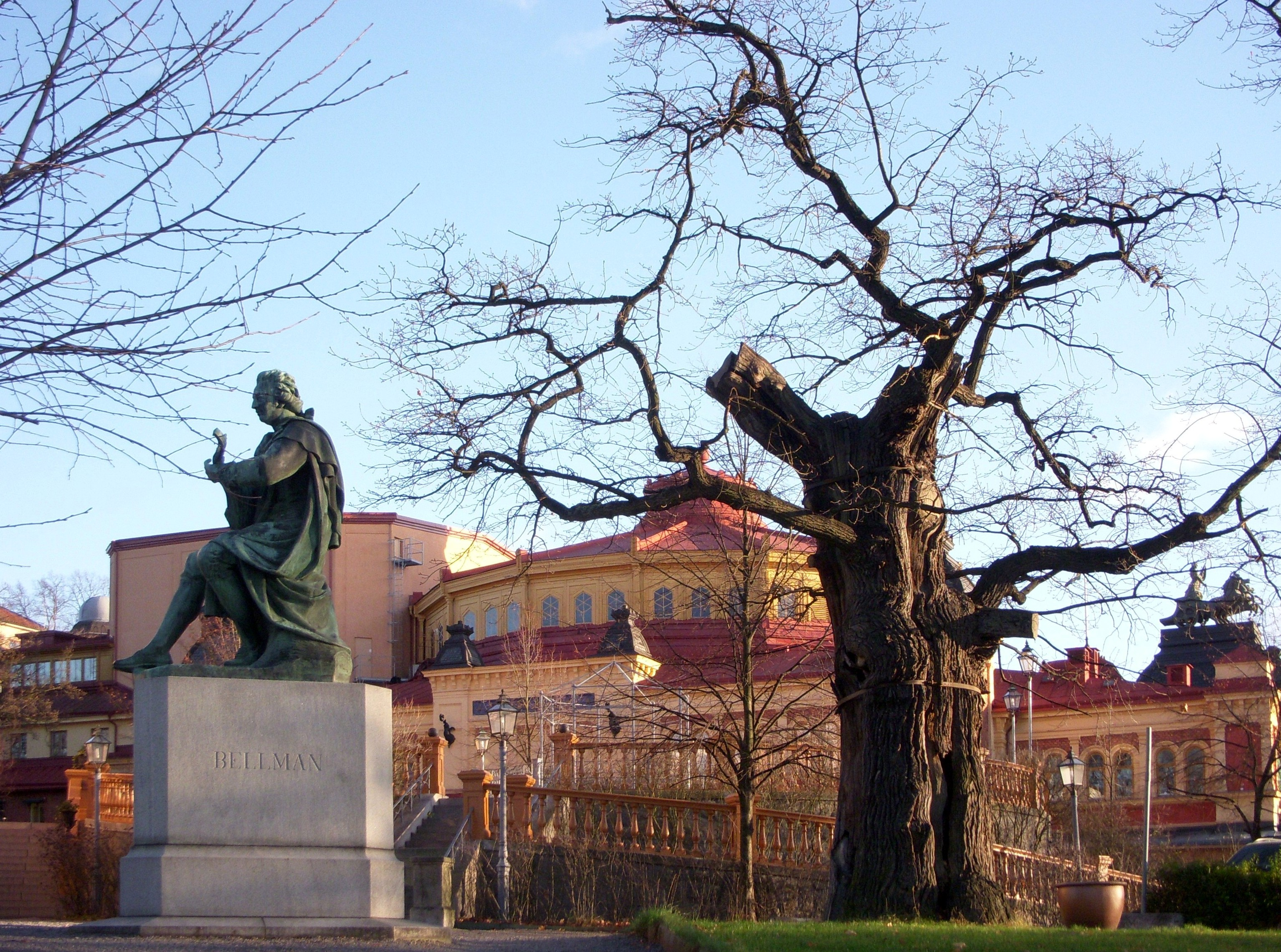
Bellmanstatyn och Bellmanseken, 2011.

Djurgården förknippas gärna med sina grova ekar, ursprungligen avsedda till skeppsbyggnadsvirke för svenska marinen. Av de 8221 träd som räknades år 1808 stämplades 888 stycken för avverkning. Hur många som verkligen fälldes är okänt men säkert är att ett stort antal av de grövsta ekarna sparades och 34 000 nyplanterades 1830 genom Israel af Ströms försorg.
På 1920-talet upprättade botanisten Rutger Sernander en numrerad lista över Djurgårdens ekar med en omkrets av minst fem meter (mätt 1,5 meter över marken). Nummer 51 tilldelades den omtalade TV-eken som fälldes i november 2011 trots omfattande protester. Åldern på dessa femmetersekar uppskattas till cirka 400 år. Då fanns 83 ekar som uppfyllde villkoren, på 1970-talet fanns ett 70-tal kvar, men fortfarande idag har Djurgården norra Europas största bestånd av gammelekar.
En av dessa jättar är Prins Eugens ek i parken norr om Prins Eugens Waldemarsudde. Den anses vara den största levande eken på Djurgården. Eken var ursprungligen trestammig. Idag (2006) är Prins Eugens ek 21 meter hög. Stammen har ett omkrets av 920 centimeter och en volym på 45 kubikmeter. Åldern uppskattas till mellan 300 och 400 år. Enligt vissa källor till och med 1 000 år.
Bland andra kända djurgårdsekar kan nämnas Kungseken vid Manillaskolan och Bellmanseken utanför Hasselbacken. Under den senare lär Carl Michael Bellman har suttit och skrivit sin Fredmans epistel 25. Ytterligare en intressant ek finns intill Karl XI:s fiskarstuga på Norra Djurgården. Den kallas Fiskartorpseken eller Karl XI:s ek och har delvis växt in i stugans fasad och takfot.

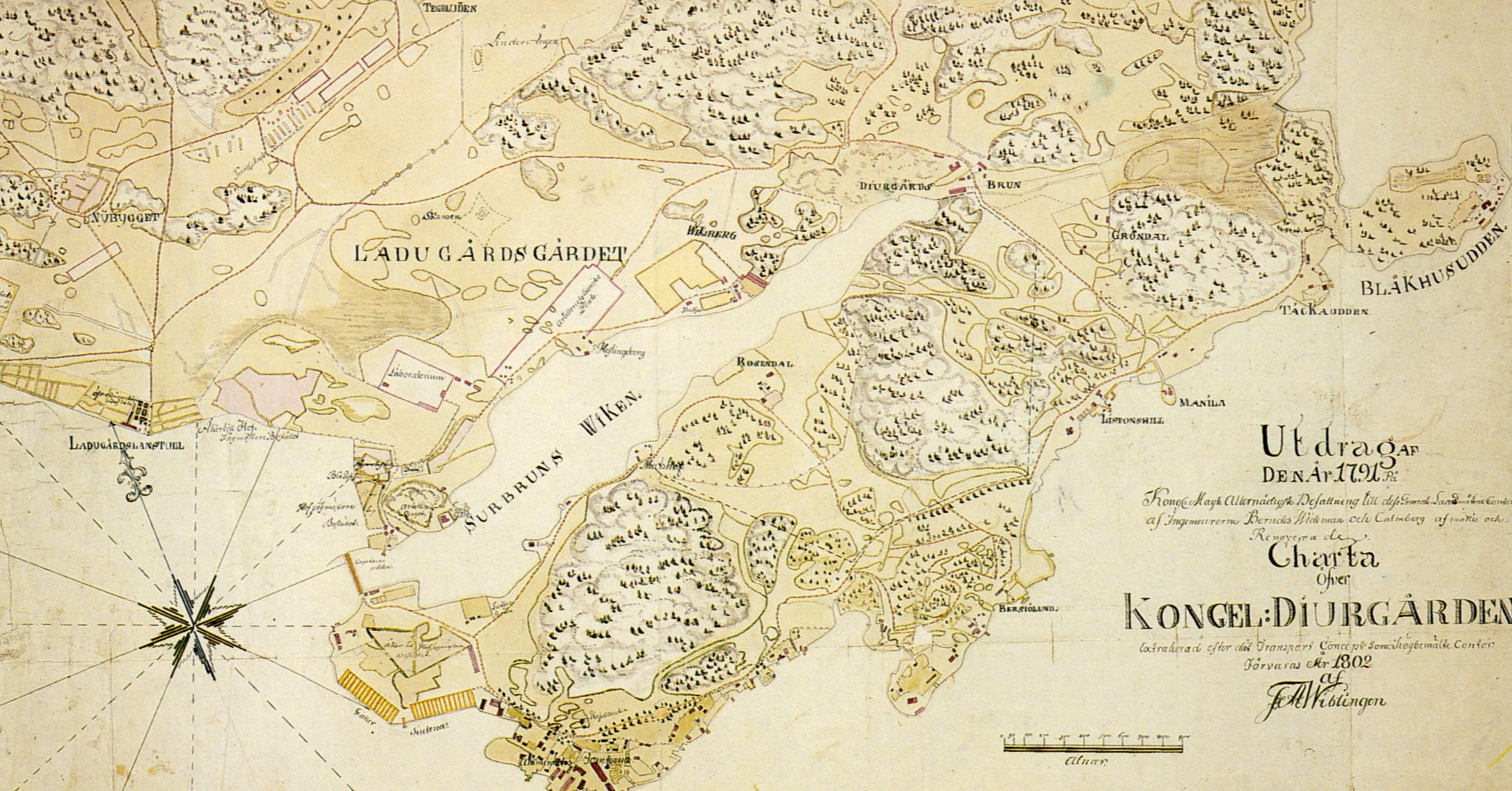
Södra Djurgården. Kartan visar 1792 års förhållanden.

## Historik

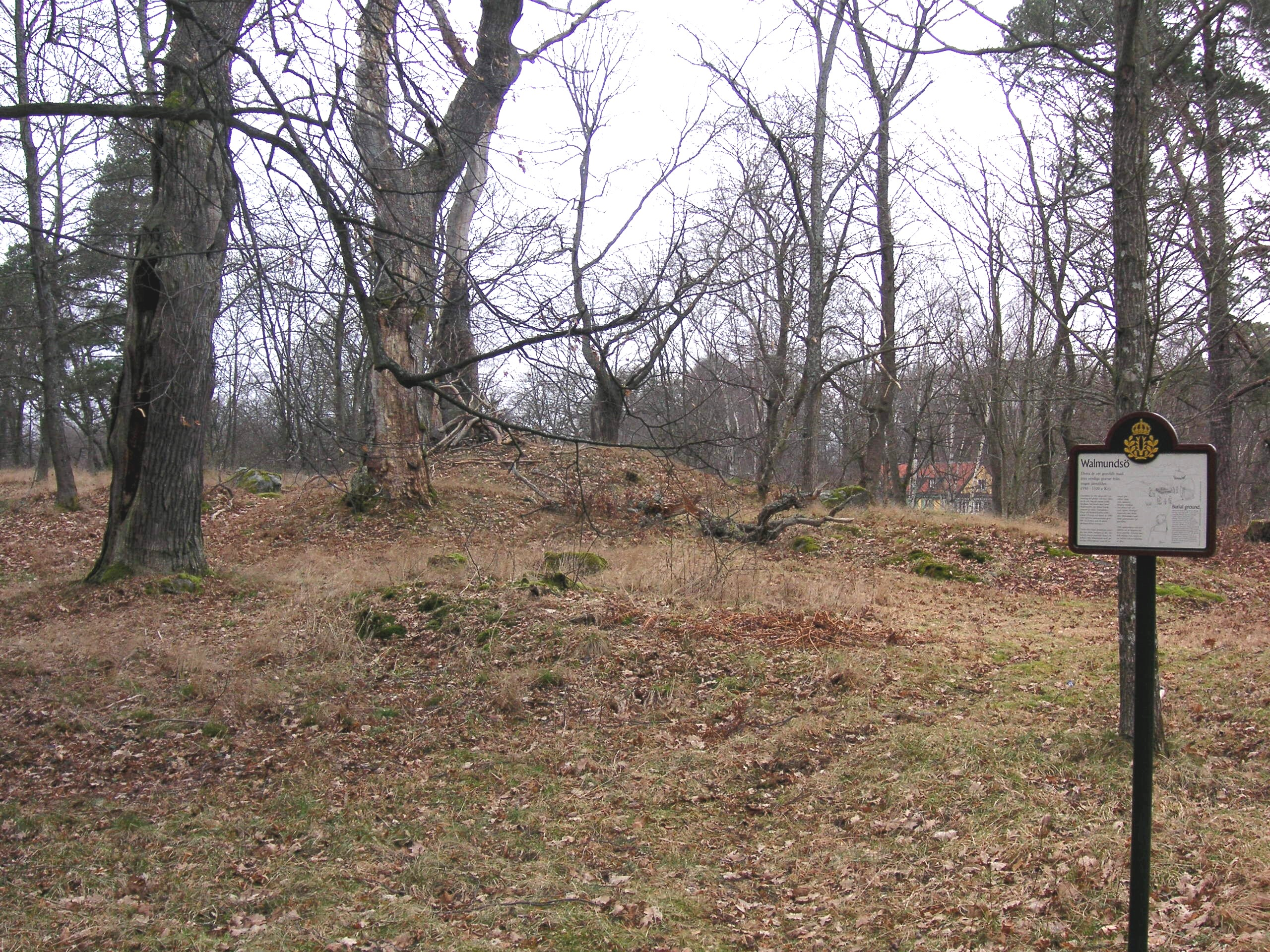
Walmundsö gravfält 2008

De tidigaste spåren av mänsklig verksamhet på Djurgården går tillbaka till järnåldern. Ett gravfält, Walmundsön, bestående av åtta synliga gravhögar från yngre järnåldern (550–1100 e.Kr.) är de konkreta tecknen för att det antagligen har funnits även en gård här. Öns äldsta kända namn var Walmunzø (1286), Walmundzø (1288) respektive Walmalssöö (1516). Under 1600-talet kallades ön vanligtvis Waldemarsön.
Bakgrunden till öns nuvarande namn är den djurgård som Johan III inrättade på öns nordvästra udde år 1579. I denna djurpark fanns renar, älgar och hjortar. På Gustav III:s tid förändrades Djurgården mer till en folklig förlustelsepark och några utländska diplomater fick bygga exklusiva villor på exklusiva tomter, som Liston Hill och Nedre Manilla. På 1820-talet upplevde ön en kunglig epok, när Karl XIV Johan anlade lustslottet Rosendal. 

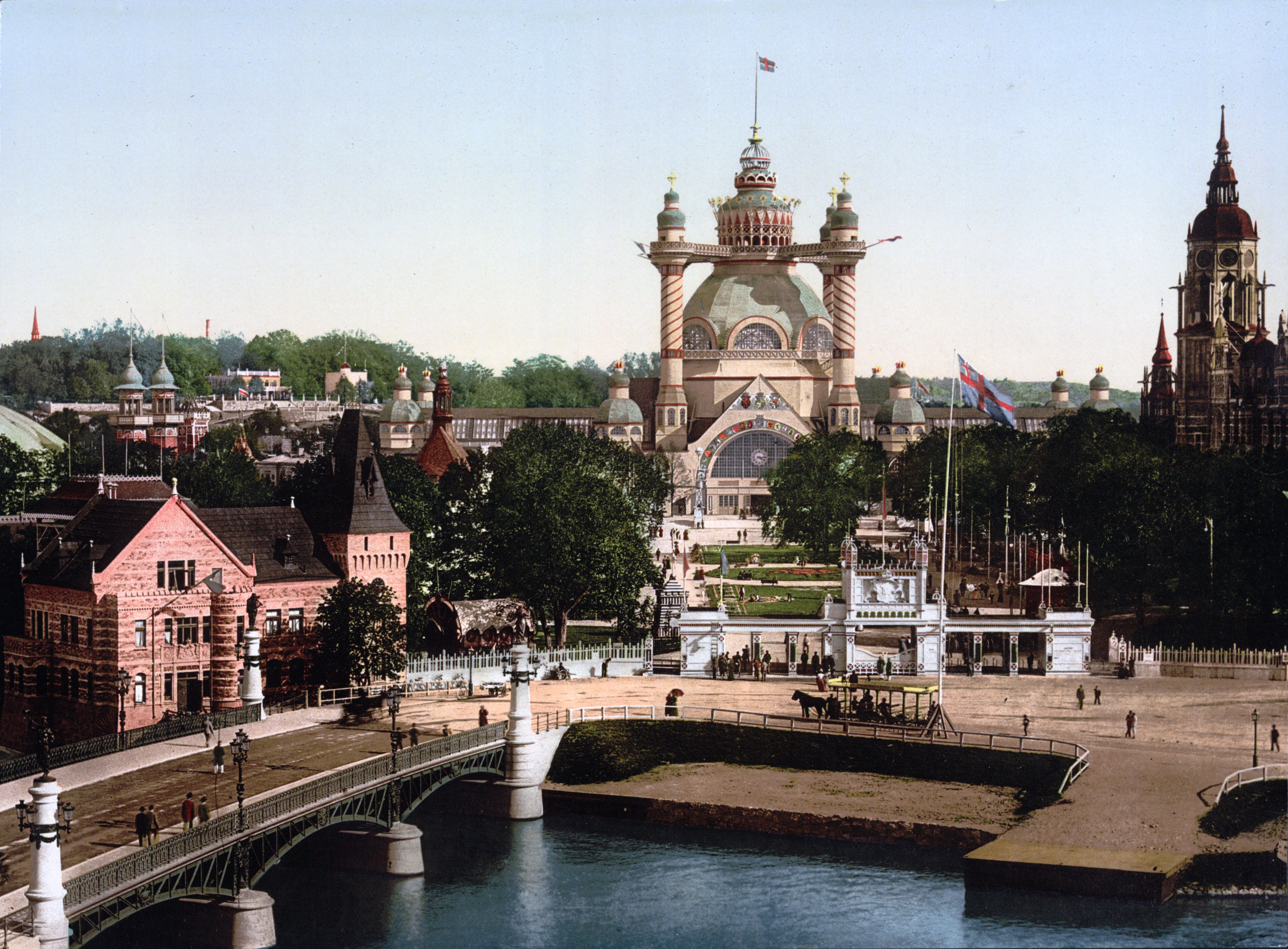
Stockholmsutställningen 1897

År 1646 tog Drottning Kristina initiativet att inrätta ett sjukhus och bostäder för sjömän på öns sydvästra udde. Den första bebyggelsen bestod av fjorton små hus som fungerade som sjukstugor för båtsmän. Det var början till en egen liten stadsdel på ön; Djurgårdsstaden. Stadsdelen fungerade senare som bostäder åt arbetarna vid Djurgårdsvarvet. Varvet började sin verksamhet 1735 och byggde fartyg fram till 1979. I samband med Allmänna konst- och industriutställningen 1897 föreslogs att man skulle riva alla de ”oansenliga träkåkar, af vilka endast ett par från Bellmans dagar äger någon kulturhistorisk märkvärdighet”. Dessbättre förverkligades inte förslaget och idag upplevs Djurgårdsstaden som en idyll som huvudsakligen består av trähusbebyggelse från 1700-talet.
På öns nordvästra del 1722 upplät Kungl. Maj:t ett landområde åt flottan, som kallades Galärvarvet. Efter venetiansk förebild skulle skärgårdsflottans galärer förvaras uppdragna på land i speciella skjul. Ett trettiotal galärskjul uppfördes och på 1870-talet utökades verksamheten med en stor torrdocka (som idag innehåller Vasamuseet). 1945 hade Galärvarvet 1 280 anställda, 1969 flyttades verksamheten till Muskö, skjulen revs och området förvandlades till park. Idag påminner Galärvarvskyrkogården om flottans tidigare verksamhet.
Ursprungligen var Södra Djurgården en ö och där fanns redan mycket tidigt en naturlig farled från Stockholm ut i Östersjön, men i mitten av 1700-talet upphörde Södra Djurgården att vara en ö. Genom landhöjningen och igenväxning blev farleden till en smal, obrukbar rännil. Den nuvarande Djurgårdsbrunnskanalen blev klar 1834 och hade kommit till på kung Karl XIV Johans initiativ.
På Södra Djurgården avhölls tre stora stockholmsutställningar; Allmänna konst- och industriutställningen 1897, Konstindustriutställningen 1909 och Stockholmsutställningen 1930.

## Etymologi
Ön Djurgården har historiskt även kallats Valmundsön, Vadmalsön, 
Vallmarsön och Valdemarsön. Enligt författarna till boken Stockholms gatunamn finns det ett flertal tolkningar till namnet, men inget av dem förefaller övertygande.
Waldemarsudde och Walmundsö påminner idag om denna namnhistoria. Förmodligen var Walmundsö namnet på en järnåldersgård som fanns på en höjd vid Södra Djurgårdens norra sida, strax intill Rosendalsvägen.

## Beskrivning

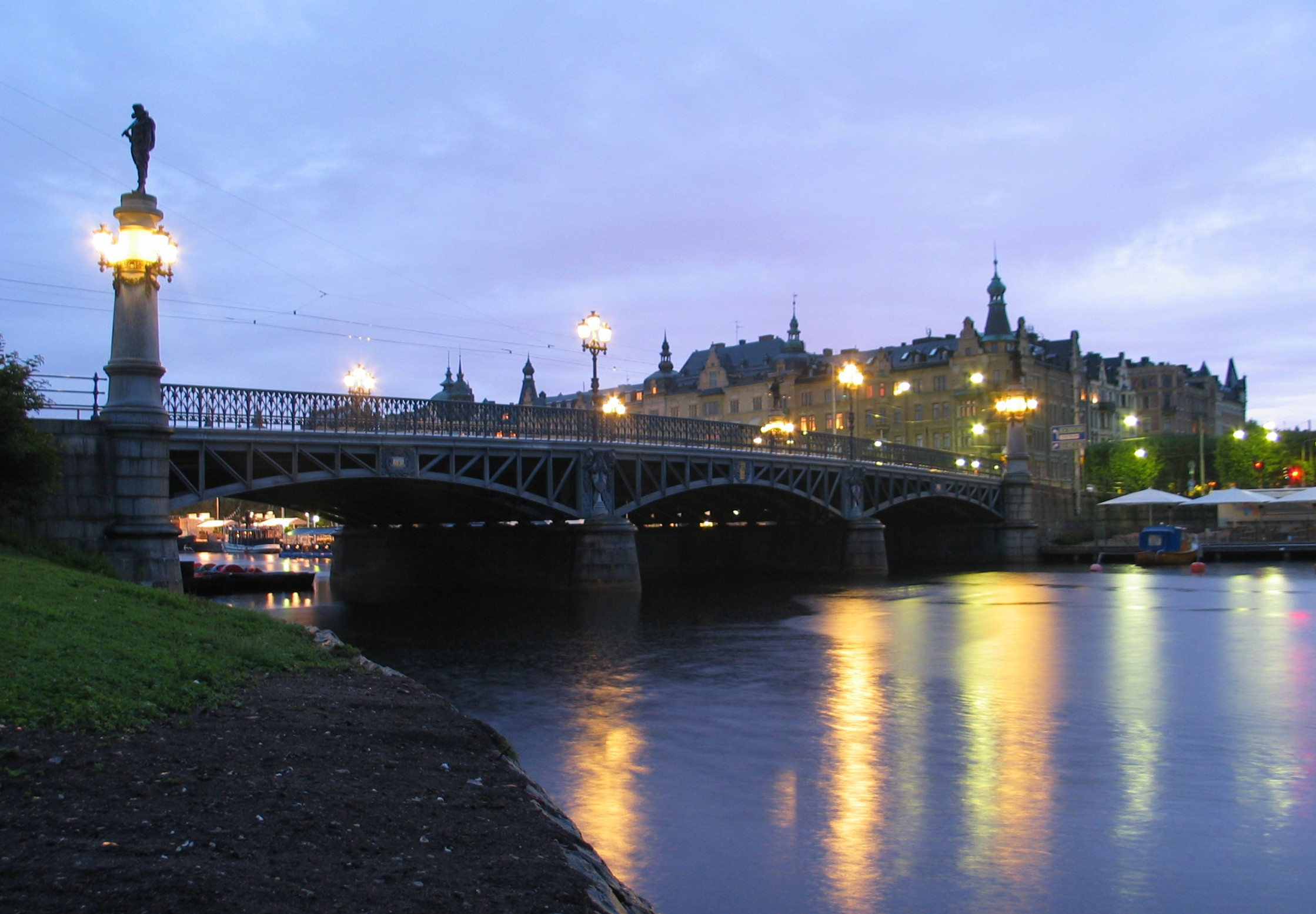
Djurgårdsbron

Från Stockholms centrum når man ön Djurgården via Djurgårdsbron som fortsätter i Djurgårdsvägen. Området på den så kallade Lejonslätten närmast Djurgårdsbron var 1897 platsen för den stora Allmänna konst- och industriutställningen med Ferdinand Boberg som utställningsarkitekt. Från den tiden finns några byggnader bevarade som till exempel Biologiska museet, Villa Lusthusporten och Skånska gruvan. Till denna utställning var även en del av Nordiska museet färdigställd. Vid samma sida av Djurgårdsvägen finns Liljevalchs konsthall från 1916.
Sommaren 2008 utförde Historiska museet arkeologiska utgrävningar på den lilla konstgjorda ön i Djurgårdsbrunnsviken som anlades i samband med Stockholmsutställningen 1897. Här fanns en mycket omtyckt rekonstruktion av Helgeandsholmen i Stockholm på 1500-talet. 

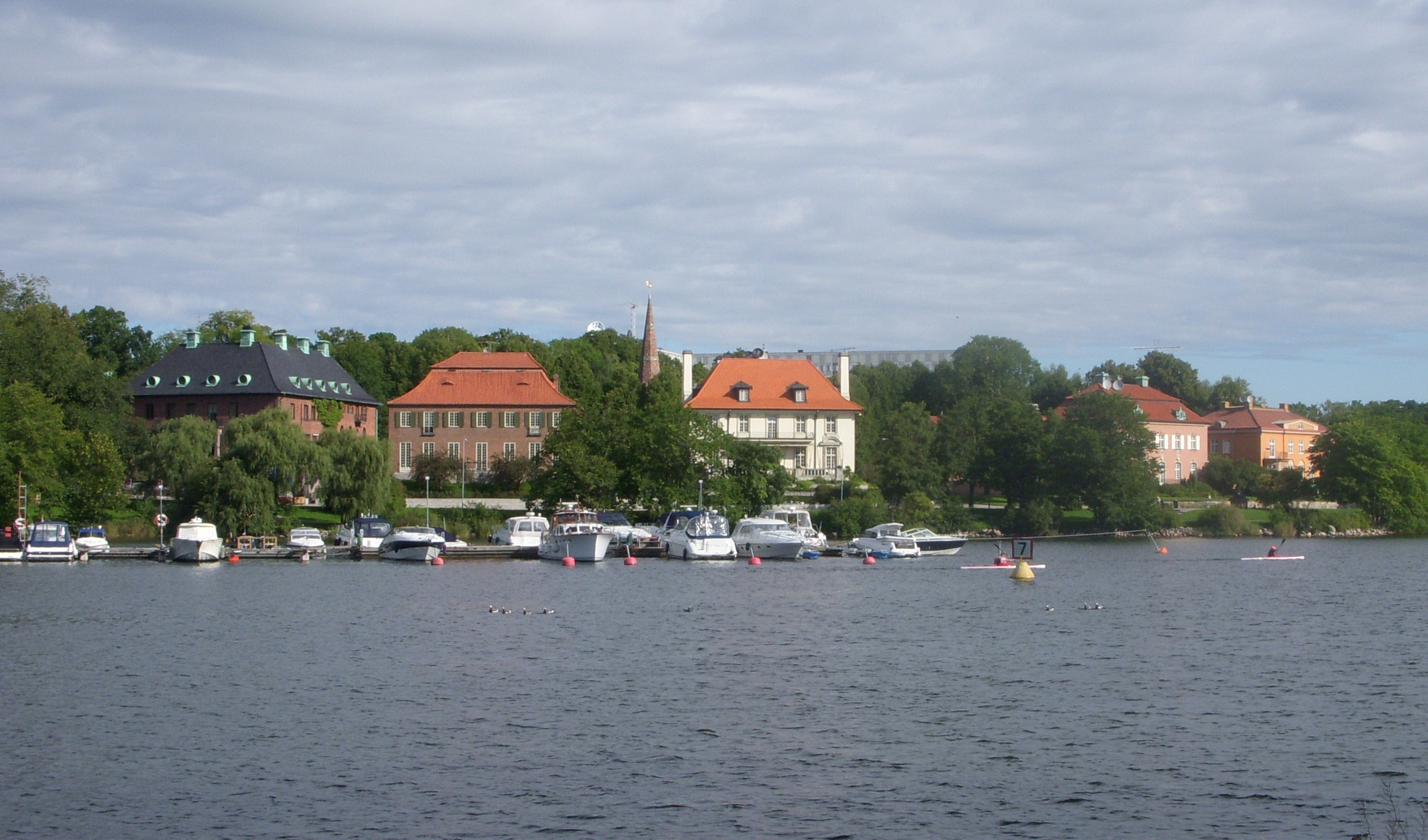
Diplomatstaden

De stora turistmagneterna på ön är Skansen och Vasamuseet samt nöjesparken Gröna Lund. Söder om Gröna Lund utbreder sig den gamla stadsdelen Djurgårdsstaden och ön Beckholmen. Följer man Djurgårdsvägen från Djurgårdsstaden ungefär en dryg kilometer lägre österut kommer man till halvön, Prins Eugens Waldemarsudde med konsthall och konstutställningar. Ytterligare cirka en kilometer österut finns Biskopsudden med marina och restaurang. Här var utställningsområdet för Konstindustriutställningen 1909, även den ritad av Boberg, därav finns inga byggnader kvar. Längs strandlinjen österut följer ett antal villor, däribland Villa Ekarne, Nedre Manilla, Villa Mullberget och Täcka udden. Djurgårdsön slutar i öst med Blockhusudden, på den finns konstmuseet och konsthallen Thielska Galleriet från 1905. Ännu längre österut ligger ögruppen Fjäderholmarna, även de ingår i Ekoparken.
Norr om Djurgårdsbrunnskanalen och Djurgårdsbrunnsviken utbreder sig Gärdet. Där finns bland annat flera museer som Tekniska museet, Etnografiska museet och Sjöhistoriska museet. På området väster om Kinas ambassad i Stockholm fanns ytterligare en uppmärksammad utställning, Stockholmsutställningen 1930, där Gunnar Asplund stod som huvudarkitekt och introducerade funktionalismen i Sverige. Landmärket på Gärdet är det 155 meter höga TV-tornet Kaknästornet som togs i bruk 1967. Följer man Djurgårdsbrunnsvägen västerut kommer man förbi hotell och restaurang Villa Källhagen och sedan till Diplomatstaden och Nobelparken.

## Byggnader i urval
I alfabetisk ordning. För byggnaderna på Skansen, se Byggnader och anläggningar på Skansen.
| Bilder | Fastighet                 | Byggår                 | Arkitekt                                       | Byggherre                       | Fastighetsägare / användning                                                    |
| ------ | ------------------------- | ---------------------- | ---------------------------------------------- | ------------------------------- | ------------------------------------------------------------------------------- |
|        | Alnäs                     | 1787, ombyggt 1905     | Torben Grut                                    | Carl Gottfried Küsel            | Privatbostad                                                                    |
|        | Abbamuseet                | 2013                   | Johan Celsing                                  | Parks & Resorts Scandinavia     | Swedish Music Hall of Fame                                                      |
|        | Bergabo                   | 1906                   | Ferdinand Boberg                               | Oscar von Heidenstam            | Privatbostad                                                                    |
|        | Bergsgården               | 1906                   | Ferdinand Boberg                               | Anna Ström                      | Svenska Akademien (?)                                                           |
|        | Bergsjölund               | 1770-tal               | ?                                              | Isac Kierman                    | Privatbostad                                                                    |
|        | Biologiska museet         | 1893                   | Agi Lindegren                                  | Gustaf Kolthoff                 | Stiftelsen Skansen                                                              |
|        | Byströms villa            | 1905                   | Ferdinand Boberg                               | Prins Carl                      | Spaniens ambassad                                                               |
|        | Djurgårdens besökscentrum | 2013                   | Ettelva Arkitekter                             | Kungliga Djurgårdsförvaltningen | Informationspaviljong                                                           |
|        | Djurgårdsstationen        | 1906                   | Ferdinand Boberg                               | Stockholms elektricitetsverk    | Skansen                                                                         |
|        | Drottningens paviljong    | 1818                   | Fredrik August Lidströmer                      | Kronan                          | Privatbostad                                                                    |
|        | Eolslund                  | 1867                   | ?                                              | A.E. Sjöberg                    | Privatbostad                                                                    |
|        | Ekarne                    | 1907                   | Ragnar Östberg                                 | Torsten Laurin                  | Tysklands ambassad                                                              |
|        | Ekudden                   | 1900                   | Gustaf Wickman                                 | Jean Bolinder                   | Verner Åmell                                                                    |
|        | Fjeldstuen                | 1835                   | Fredrik Blom                                   | Frederik Due                    | Privatbostad med fem lägenheter                                                 |
|        | Fridhem                   | 1830-1862              | Fredrik Blom                                   | S.F. Säwe                       | Privatbostad                                                                    |
|        | Godthem                   | 1874                   | ?                                              | Carl Johan Uddman               | Restaurang Villa Godthem                                                        |
|        | Gröndal                   | 1820-tal               | ?                                              | Johan Ulrich                    | Privatbostad                                                                    |
|        | Johansdal                 | 1881                   | ?                                              | Johan Bäckström                 | Privatbostad                                                                    |
|        | Jägarbacken               | 1906                   | Gustaf Améen                                   | Gösta Huselius                  | Privatbostad                                                                    |
|        | Jägarhyddan               | 1897                   | Fredrik Lilljekvist                            | Konungens jaktklubb             | Bo Andrén                                                                       |
|        | Kvikkjokk                 | 1860                   | Theodor Anckarsvärd                            | Per Henrik Malmsten             | Privatbostad                                                                    |
|        | Listonhill                | 1790                   | Fredrik Magnus Piper                           | Robert Liston                   | Privatbostad                                                                    |
|        | Lusthusporten             | 1900                   | Carl Möller                                    | Hjalmar Wicander                | Nordiska museet                                                                 |
|        | Mariehill                 | 1904                   | Isak Gustaf Clason                             | Richard Åkerman                 | Bostadsrättsförening                                                            |
|        | Mullberget                | 1909                   | Ragnar Östberg                                 | Yngve Larsson                   | Rune Barnéus                                                                    |
|        | Nedre Manilla             | 1909                   | Ragnar Östberg                                 | Karl-Otto Bonnier               | Carl-Johan Bonnier                                                              |
|        | Nordiska museet           | 1907                   | Isak Gustaf Clason                             | Artur Hazelius                  | Stiftelsen Nordiska museet                                                      |
|        | Novilla                   | 1833                   | Fredrik Blom                                   | ?                               | Skansen                                                                         |
|        | Oakhill                   | 1910                   | Ferdinand Boberg                               | Prins Wilhelm                   | Italiens ambassad                                                               |
|        | Parkudden                 | 1899                   | Ferdinand Boberg                               | Prins Carl                      | Kungliga Hovstaterna                                                            |
|        | Pontinska villan          | 1736 (revs 1897)       | okänd                                          | Djurgårdsinspektorn Stenberg    | -                                                                               |
|        | Rosendals slott           | 1827                   | Fredrik Blom                                   | Karl XIV Johan                  | Kungliga Hovstaterna (?)                                                        |
|        | Rosenhill                 | 1892                   | ?                                              | Gustav von Hofsten              | Brann ner 2008, återuppbyggd 2010                                               |
|        | Sirishov                  | 1873                   | Ernst Jacobsson                                | A O Wallenberg                  | Sofie Gyllang                                                                   |
|        | Solbacken                 | 1930                   | Ragnar Hjorth                                  | Gunnar Rooth                    | Prins Carl Philip (dock hade prinsessan Lilian nyttjanderätt till sin död 2013) |
|        | Solhem                    | 1874                   | Ernst Jacobsson                                | Lorentz Dietrichson             | Privatbostad                                                                    |
|        | Sunnanlid                 | 1905                   | Torben Grut                                    | Torben Grut                     | Jonas Bonnier                                                                   |
|        | Villa Thiel               | 1905                   | Ferdinand Boberg                               | Ernest Thiel                    | Thielska galleriet                                                              |
|        | Täcka udden               | 1866                   | Bröderna Kumlien                               | Fredrik Cederlund               | Investor                                                                        |
|        | Waldemarsudde             | 1905                   | Ferdinand Boberg                               | Prins Eugen                     | Nationalmuseum med Prins Eugens Waldemarsudde                                   |
|        | Weylandtska villan        | 1833 och 1911          | Immanuel Nobel den yngre och Rudolf Arborelius | Reinhold Henrik Weylandt        | Privat flerfamiljsvilla                                                         |
|        | Vintra                    | 1903 (bild från tiden) | Ferdinand Boberg                               | Ferdinand & Anna Boberg         | Ombyggd 1925                                                                    |

## Demografi
År 2017 hade stadsdelen 875 invånare, varav cirka 16,2 procent med utländsk bakgrund.